# Зелфкант
Зелфкант (њем. Selfkant) општина је у њемачкој савезној држави Северна Рајна-Вестфалија. Посједује регионалну шифру (AGS) 5370024, NUTS (DEA29) и LOCODE (DE SKT) код. У овом мјесту се налази најзападнија тачка Њемачке.

## Географски и демографски подаци
Општина се налази на надморској висини од 69 метара. Површина општине износи 42,1 km². У самом мјесту је, према процјени из 2010. године, живјело 10.251 становника. Просјечна густина становништва износи 244 становника/km².

## Међународна сарадња
| Мјесто      | Држава    | Врста сарадње | Од    |
| ----------- | --------- | ------------- | ----- |
| Ондербанкен | Холандија | партнерство   | 1975. |
| Ситард      | Холандија | контакт       | 2000. |
| Извор       |           |               |       |